# Cœur de rubis
Albums de Lio
Je suis comme ça
(2000) Dites au prince charmant
(2006)
Cœur de rubis est un album live de la chanteuse Lio, sorti en 2003. 
Elle y interprète le répertoire de son album Je suis comme ça, poèmes de Jacques Prévert, la plupart mises en musique par Philippe-Gérard.
Il a été enregistré au Théâtre de Ménilmontant.

## Titres
1. Quai des brumes
2. Je suis comme je suis
3. Quand la vie est un collier
4. Dieu et diable
5. Tu peux bien t'en aller
6. Chant song
7. Verticaux
8. Embrasse-moi
9. Il a tourné autour de moi
10. À quoi rêvais-tu ?
11. Déjeuner du matin
12. Chacun son cirque
13. Cœur de rubis
14. C'était l'été
15. Dans ma maison
16. Au coin de la rue du jour
17. Il y a la nuit
18. Paris at night
19. Le jardin
20. Interlude
21. Sanguine, joli fruit
22. Les Feuilles mortes